# 남피 전투
남피 전투(南皮戰鬪)는 조조와 원담 간의 전투로, 원담이 이 전투에서 전사하면서 원담의 세력은 일거에 와해되고 조조에게 흡수됐다.
업 전투로 근거지인 업을 상실한 원상은 중산(中山)으로 달아나 패군을 모으며 세력을 수습하려 하였으나, 곧 원담의 공격을 받았으므로 극소수의 심복만을 이끌고 유주의 원희에게로 달아다. 한편 원담은 기주의 여러 군을 점령해 차지하며 급속도로 세력을 팽창시켰다. 조조는 원담에게 서신을 보내 이를 질책하고 원담의 딸을 되돌려 보내 혼인관계를 끊은 뒤 진군하였다. 이에 원담은 평원 일대를 공격해 재차 병합하고 용주에 주둔했지만 조조군이 가까이 진격해 오자 요격하지 않고 남피로 달아나 그곳을 지켰다.
건안 9년 12월, 조조는 평원에 입성하고 여러 현들을 공격해 평정한 뒤 이듬해 1월에 원담이 있는 남피를 공격하였다. 원담은 한 번 조조를 물리쳤으나, 조조가 재차 공격해 오자 격전 끝에 패하여 달아나다가 살해당하였고 조조는 원담과 곽도의 일가족들을 주살하였다.
이로써 기주 전역은 조조의 지배에 놓이게 되었다.